# Panda Cloud Antivirus
Panda Cloud Antivirus est l'antivirus gratuit de Panda Security. Cette solution a la particularité de reposer sur le cloud computing, c’est-à-dire que l’analyse des fichiers est effectuée sur un serveur distant et non pas sur le PC protégé.

## Présentation
Panda Cloud Antivirus détecte et élimine les  virus, les chevaux de Troie, les vers, les logiciels espions, les numéroteurs, les outils de piratage, les canulars et les autres risques de sécurité.
Panda Cloud Antivirus est considéré comme une nouvelle génération de solution antivirus car ce logiciel a pour particularité de reposer sur le nuage Internet (cloud computing), la communauté et l’intelligence collective, plutôt que les seules signatures de virus comme les antivirus traditionnels.

Cette solution nécessite une connexion à Internet pour fonctionner, bien que l’ordinateur soit encore protégé lorsqu’il est hors ligne grâce à un cache des logiciels inoffensifs et des menaces actuellement en circulation.

## Conditions d'utilisation de la version gratuite
La version gratuite est uniquement disponible pour utilisation personnelle et non-commerciale. Pour utiliser le logiciel, l'utilisateur doit s'enregistrer en fournissant une adresse email et un nom d'utilisateur.